# Краснокамский муниципальный округ
Краснока́мский муниципальный о́круг — муниципальное образование в Пермском крае России. Административный центр — город Краснокамск. 
В рамках административно-территориального устройства округ соответствует административно-территориальной единице город краевого значения Краснокамск.

## География
Площадь, занимаемая округом, составляет 956 км², что составляет 0,6 % всей площади Пермского края. Протяжённость территории: с севера на юг — 33 км, а с востока на запад — 50 км. Граничит с Пермским городским округом, а также Добрянским, Нытвенским и Пермским муниципальными округами.
Основными природными богатствами округа являются древесина, торф, кирпичная глина.

## История
Территория современного округа с 1923 до 1934 гг. включалась в Уральскую область РСФСР, входя до 1930 года в Пермский округ, где распределялась между Ленинским районом с центром в селе Григорьевское на западе и Калининским (Култаевским) районом с центром в Перми на востоке. В 1931—1932 гг. Калининский район был упразднён и переподчинён Пермскому горсовету, а Ленинский район полностью включён в Нытвенский район. Образованный в 1933 году рабочий посёлок Краснокамск стал находиться на территории, подчинённой городу Перми.
С октября 1935 до октября 1938 гг. в составе Свердловской области существовал Краснокамский район  с центром в рабочем посёлке Краснокамск, который в октябре 1938 года был преобразован в город областного подчинения в составе новообразованной Пермской (Молотовской) области. Краснокамскому горсовету были переподчинены близлежащие населённые пункты упразднённого района.
По состоянию на начало 1981 года Краснокамскому горсовету подчинялись 2 поссовета (Майский и Оверятский) и 5 сельсоветов: Ананичевский, Мысовский, Стряпунинский, Усть-Сыновский и Черновский.

## Население
| 2000    | 2002    | 2005    | 2006    | 2007    | 2008    | 2009    | 2010    | 2011    |
| ------- | ------- | ------- | ------- | ------- | ------- | ------- | ------- | ------- |
| 71 564  | ↘71 390 | ↘70 406 | ↘70 400 | ↘70 200 | ↗70 393 | ↗70 467 | ↘70 272 | ↗70 316 |
| 2012    | 2013    | 2014    | 2015    | 2016    | 2017    | 2018    | 2019    | 2020    |
| ↗70 814 | ↗71 804 | ↗72 635 | ↗73 319 | ↗73 844 | ↗74 044 | ↗74 069 | ↘73 832 | ↘73 262 |
| 2021    | 2023    | 2024    |         |         |         |         |         |         |
| ↘67 905 | ↘67 055 | ↘66 475 |         |         |         |         |         |         |

### Урбанизация
Городское население (Краснокамск и Оверята) составляет 79,01 % от всего населения округа.

### Национальный состав
По итогам переписи 2002 года: русские — 89,5 %, татары — 3,3 %, коми-пермяки — 1,5 %.

## Населённые пункты
В состав муниципального округа входит 69 населённых пунктов, в том числе город, рабочий посёлок и 67 сельских населённых пунктов:
| №  | Населённый пункт                | Тип                   | Население (чел.) | Бывшее муниципальное образование  |
| -- | ------------------------------- | --------------------- | ---------------- | --------------------------------- |
| 1  | Краснокамск                     | город                 | ↘47 968          | Краснокамское городское поселение |
| 2  | Оверята                         | рабочий посёлок       | ↘4555            | Оверятское городское поселение    |
| 3  | Абакшата                        | деревня               | ↘6               | Стряпунинское сельское поселение  |
| 4  | Абакшата                        | деревня               | ↗11              | Стряпунинское сельское поселение  |
| 5  | Абросы                          | деревня               | 13               | Стряпунинское сельское поселение  |
| 6  | Алешино                         | деревня               | 4                | Оверятское городское поселение    |
| 7  | Ананичи                         | деревня               | 80               | Стряпунинское сельское поселение  |
| 8  | Батуры                          | деревня               | 31               | Стряпунинское сельское поселение  |
| 9  | Большая                         | деревня               | 61               | Оверятское городское поселение    |
| 10 | Большие Калинята                | деревня               | 4                | Стряпунинское сельское поселение  |
| 11 | Большое Шилово                  | деревня               | 19               | Майское сельское поселение        |
| 12 | Брагино                         | деревня               | 210              | Оверятское городское поселение    |
| 13 | Бусырята                        | деревня               | 7                | Оверятское городское поселение    |
| 14 | Васенки                         | деревня               | 2                | Оверятское городское поселение    |
| 15 | Волеги                          | деревня               | 151              | Майское сельское поселение        |
| 16 | Гуляево                         | деревня               | ↘5               | Майское сельское поселение        |
| 17 | Гурино                          | деревня               | 17               | Майское сельское поселение        |
| 18 | Даньки                          | деревня               | 83               | Оверятское городское поселение    |
| 19 | Дочки                           | деревня               | 0                | Стряпунинское сельское поселение  |
| 20 | Евстюничи                       | деревня               | 4                | Стряпунинское сельское поселение  |
| 21 | Екимята                         | деревня               | 47               | Стряпунинское сельское поселение  |
| 22 | Ерошино                         | деревня               | 2                | Стряпунинское сельское поселение  |
| 23 | Жаково                          | деревня               | 33               | Стряпунинское сельское поселение  |
| 24 | Железнодорожная будка 1401-й км | нп                    | 5                | Оверятское городское поселение    |
| 25 | Железнодорожная будка 1406-й км | нп                    | 7                | Оверятское городское поселение    |
| 26 | Залесная                        | деревня               | 12               | Стряпунинское сельское поселение  |
| 27 | Запальта                        | деревня               | 36               | Оверятское городское поселение    |
| 28 | Заречная                        | деревня               | ↗3               | Майское сельское поселение        |
| 29 | Ильино                          | деревня               | 9                | Стряпунинское сельское поселение  |
| 30 | Кабанов Мыс                     | деревня               | 3                | Майское сельское поселение        |
| 31 | Калининцы                       | деревня               | 8                | Оверятское городское поселение    |
| 32 | Карабаи                         | деревня               | 228              | Майское сельское поселение        |
| 33 | Катыши                          | деревня               | 31               | Стряпунинское сельское поселение  |
| 34 | Клепики                         | деревня               | ↗16              | Майское сельское поселение        |
| 35 | Конец-Бор                       | деревня               | 407              | Майское сельское поселение        |
| 36 | Кормильцы                       | деревня               | 13               | Оверятское городское поселение    |
| 37 | Кузнецы                         | деревня               | ↘22              | Майское сельское поселение        |
| 38 | Ласьва                          | посёлок               | ↗451             | Оверятское городское поселение    |
| 39 | Майский                         | посёлок               | ↘4131            | Майское сельское поселение        |
| 40 | Малое Шилово                    | деревня               | 14               | Майское сельское поселение        |
| 41 | Малые Шабуничи                  | деревня               | 103              | Оверятское городское поселение    |
| 42 | Мишкино                         | деревня               | 8                | Оверятское городское поселение    |
| 43 | Мишкино                         | посёлок ж.д. площадки | ↘3               | Оверятское городское поселение    |
| 44 | Мошево                          | деревня               | 19               | Майское сельское поселение        |
| 45 | Мошни                           | деревня               | 49               | Оверятское городское поселение    |
| 46 | Мысы                            | село                  | ↗1951            | Оверятское городское поселение    |
| 47 | Нагорная                        | деревня               | 3                | Оверятское городское поселение    |
| 48 | Нижнее Брагино                  | деревня               | 8                | Оверятское городское поселение    |
| 49 | Нижние Симонята                 | деревня               | 57               | Майское сельское поселение        |
| 50 | Никитино                        | деревня               | ↗70              | Оверятское городское поселение    |
| 51 | Никитино                        | деревня               | ↘18              | Оверятское городское поселение    |
| 52 | Новая Ивановка                  | деревня               | 342              | Оверятское городское поселение    |
| 53 | Новоселы                        | деревня               | 54               | Оверятское городское поселение    |
| 54 | Осляна                          | деревня               | 24               | Оверятское городское поселение    |
| 55 | Осташата                        | деревня               | 2                | Стряпунинское сельское поселение  |
| 56 | Подстанция                      | посёлок               | 14               | Стряпунинское сельское поселение  |
| 57 | Понылки                         | деревня               | 6                | Стряпунинское сельское поселение  |
| 58 | Русаки                          | деревня               | 15               | Стряпунинское сельское поселение  |
| 59 | Семичи                          | деревня               | 240              | Оверятское городское поселение    |
| 60 | Стряпунята                      | село                  | ↘1454            | Стряпунинское сельское поселение  |
| 61 | Трубино                         | деревня               | 4                | Стряпунинское сельское поселение  |
| 62 | Усть-Сыны                       | село                  | 463              | Майское сельское поселение        |
| 63 | Фадеята                         | деревня               | 398              | Майское сельское поселение        |
| 64 | Фроловичи                       | посёлок               | 23               | Стряпунинское сельское поселение  |
| 65 | Хухрята                         | деревня               | 113              | Оверятское городское поселение    |
| 66 | Часовня                         | деревня               | 7                | Стряпунинское сельское поселение  |
| 67 | Чёрная                          | село                  | ↗1022            | Оверятское городское поселение    |
| 68 | Шабуничи                        | посёлок станции       | 438              | Оверятское городское поселение    |
| 69 | Якунята                         | деревня               | 1                | Оверятское городское поселение    |

По состоянию на 1 января 1981 года на территории, подчинённой городу Краснокамску, находились 99 населённых пунктов, в том числе сам город, 2 рабочих посёлка (Майский и Оверята) и 96 сельских населённых пунктов. Майский в 2000 году преобразован в сельский населённый пункт (посёлок).

### Упразднённые населённые пункты
- 2005 год — деревни Антоновцы, Верхнее Брагино, Кузьминка, Мишичи, Остеклеи, Палаи, а также населённые пункты Ж/д будка 1395 км и Ж/д будка 1398 км[25].

- 2011 год — деревни Кордон, Пашковцы и Селянки, входившие в Стряпунинское сельское поселение[26].

- 2023 год — железнодорожные будки 1402-й км, 1403-й км и 1405-й км.
- 2024 год — деревня Пирожки; деревни Верхнее Гуляево и Нижнее Гуляево объединены в деревню Гуляево.

## Муниципальное устройство
В рамках организации местного самоуправления на территории, подчинённой городу краевого значения, образован Краснокамский муниципальный округ. 

Ранее были Краснокамский городской округ (2018—2024) и Краснокамский муниципальный район (2004—2018), в состав которого входили 4 муниципальных образования: 2 городских и 2 сельских поселения.
| № | Наименование                      | Административный центр  | Количество населённых пунктов | Население (чел.) |
| - | --------------------------------- | ----------------------- | ----------------------------- | ---------------- |
| 1 | Краснокамское городское поселение | город Краснокамск       | 1                             | ↘53 631          |
| 2 | Оверятское городское поселение    | рабочий посёлок Оверята | 34                            | ↗11 416          |
| 3 | Майское сельское поселение        | посёлок Майский         | 17                            | ↘7101            |
| 4 | Стряпунинское сельское поселение  | село Стряпунята         | 22                            | ↗1921            |

В 2018 году Краснокамский муниципальный район и все входившие в его состав поселения были объединены в единое муниципальное образование — Краснокамский городской округ. С 1 января 2025 года городской округ был преобразован в муниципальный.

## Экономика
Основу экономики округа составляет промышленность целлюлозно-бумажной отрасли: ОАО ЦБК «Кама» и Краснокамская бумажная фабрика «Гознак». На втором месте — промышленность строительных материалов, представленная ОАО «Пермтрансжелезобетон», ООО «Краснокамский завод ЖБК» и ООО «Мостодоржелезобетон», на третьем — производство прочих металлических изделий.
Сельское хозяйство является второй по значимости отраслью экономики Краснокамского района. Оно представлено ОАО «Пермский свинокомплекс» — предприятием по производству свинины на промышленной основе. Кроме этого, в округе производится мясо крупного рогатого скота, молоко, овощи открытого и закрытого грунта, картофель.
Производством сельскохозяйственной продукции занимаются сельскохозяйственные предприятия — ООО «Труженик», ООО «Краснокамские теплицы»,ООО «Восход» ОАО «Пермский свинокомплекс», фермерские хозяйства.

## Транспорт
Через территорию округа проходит железная дорога «Москва — Владивосток»; Камский судоходный путь; федеральная автомагистраль, соединяющая краевой центр с республиками: Коми, Удмуртия, Татарстан, Башкортостан, а также Кировской и Свердловской областями.